# Qurnet Murai

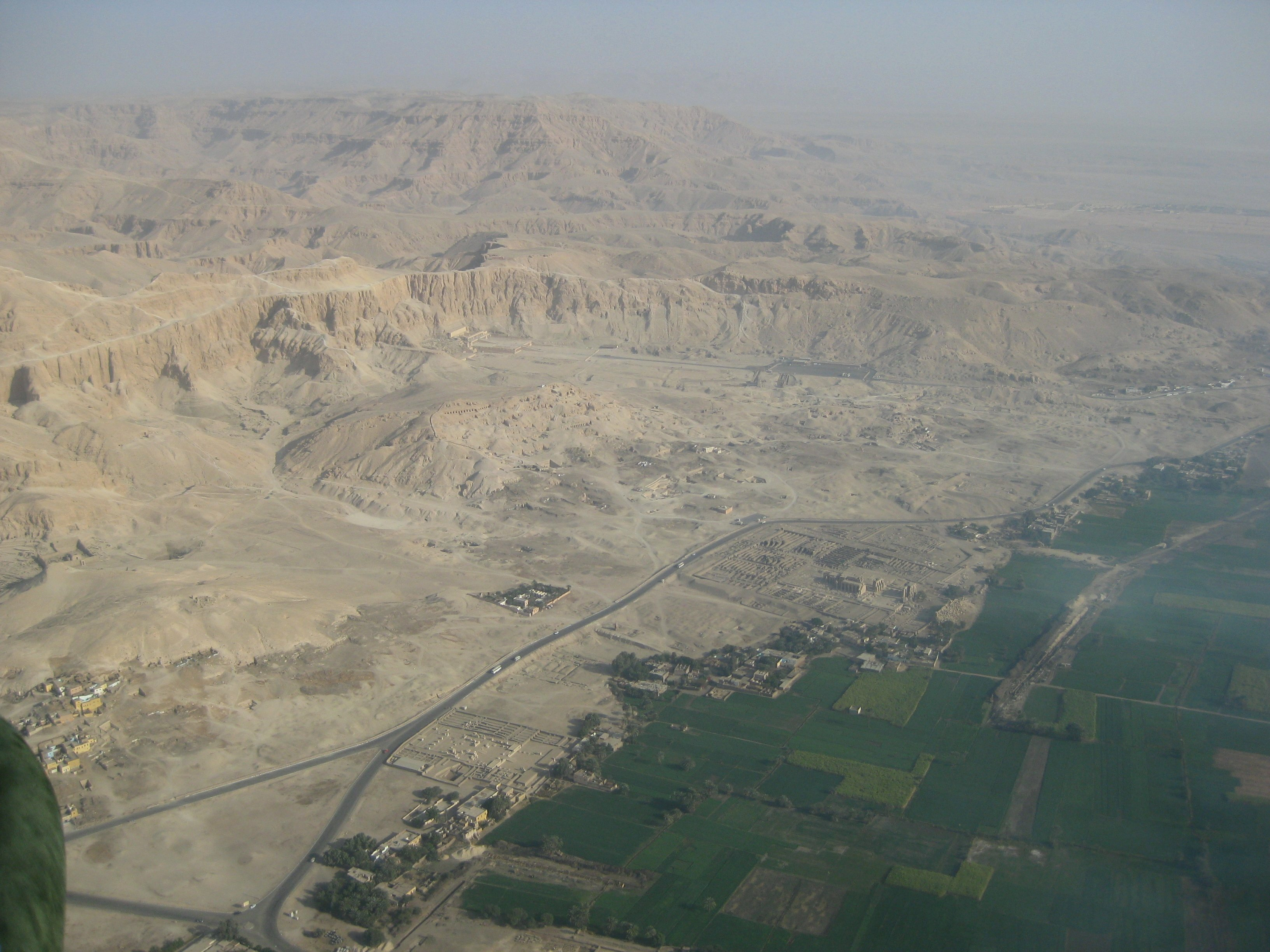
Veduta aerea dell'area

Qurnet Murai è un'area sita sulla sponda occidentale del Nilo, in Egitto, di fronte all'attuale città di Luxor. Si tratta di una delle necropoli che costituiscono la cosiddetta Necropoli tebana, iscritta dall'UNESCO nella lista come Patrimonio dell'umanità, e che ricomprende le necropoli di el-Khokha, el-Tarif, Dra Abu el-Naga e Sheikh Abd el-Qurna. L'area complessiva che ne deriva è meglio nota come Tombe dei Nobili che ospita quasi 500 tombe di funzionari e dignitari delle corti faraoniche, dai tempi più remoti del Predinastico fino al periodo Tolemaico, con particolare concentrazione di sepolture relative alle dinastie XVIII-XIX e XX, confluenti nel Nuovo Regno. Benché non strettamente riservata ai nobili, rientra nell'area anche la necropoli degli operai di Deir el-Medina che costruivano le tombe, e garantivano la manutenzione, anche alle tombe delle vicine Valle dei Re e Valle delle Regine.
Traduzione di Gurnet Murai è "Picco di Murrai", con riferimento ad un santo locale il cui monastero copto si ergeva alla sommità della collina che sovrasta la piana, leggermente a nord di Deir el-Medina.
Ospita tombe principalmente del Periodo ramesside.

## Tombe della necropoli
La necropoli ospita 18 tombe specialmente della XVIII, XIX e XX dinastia; sono presenti inoltre una tomba del Periodo Tardo e di quello Tolemaico: 
- TT40 - Amenhotep-Huy, Viceré di Kush (XVIII dinastia, Tutankhamon);
- TT221 - Hormin, Scriba delle truppe nel Palazzo del re ad ovest di Tebe (XIX dinastia, Ramses III;
- TT222 - Heqamaatranakht detto anche Turo, Primo Profeta di Monthu (XX dinastia);
- TT223 - Karakhamon, Primo prete "ka" (?) (Periodo tardo);
- TT235 - Userhet, Primo Profeta di Monthu (XX dinastia);
- TT270 - Amenemwia, Prete "wab", Prete lettore di Ptah-Sokar (XIX dinastia);
- TT271 - Nay, Scriba reale (XVIII/Ay);
- TT272 - Khaemopet, Padre divino di Amon nell'occidente, Prete lettore nel tempio di Sokar (XX dinastia)
- TT273 - Sayemiotf, Scriba nei possedimenti del suo Signore (Periodo ramesside);
- TT274 - Amenwahsu, Primo profeta di Monthu, di Tod e di Tebe, Prete "sem" nel Ramesseum nei domini di Amon (XIX/Ramses II - Merenptah);
- TT275 - Sebekmose, Capo prete "wab", Padre divino nel tempio del re Amenhotep III e di Sokar (Periodo ramesside);
- TT276 - Amenemopet, Supervisore del tesoro di oro e argento, Giudice, Supervisore del gabinetto (XVIII/Thutmose IV);
- TT277 - Amenemonet, Padre divino nel regno di Amenhotep III (XIX dinastia);
- TT278 - Amenemheb, Mandriano di Amon-Ra (XX dinastia);
- TT380 - Ankhefen-Re-Horakhty, Capo in Tebe (Periodo tolemaico);
- TT381 - Amenemonet, Messaggero del re per ogni terra (XIX/Ramses II);
- TT382 - Usermontu, Primo Profeta di Monthu (XIX/Ramses II);
- TT383 - Merymose, Viceré di Kush (XVIII/Amenhotep III).

### Tombe "perdute
È noto inoltre che la necropoli ospiti altre 3 tombe, risalenti alle stesse dinastie, ma di queste si sono perse le tracce poiché non idoneamente identificate topograficamente. Le stesse, perciò, sono prive di specifica numerazione e contrassegnate dalla lettera "D" iniziale:
- D1 - Nehy, Viceré di Nubia (XVIII dinastia);
- D2 - (?) (Nuovo Regno);
- D3 - Supervisore alle tenuta reale (XVIII dinastia?).

### Annotazioni
1. ↑  La planimetria non è in scala ed ha valore esclusivamente di visione d'insieme; l'ubicazione delle singole sepolture non è topograficamente esatta, ma vuole visualizzare la concentrazione delle tombe in alcune aree, nonché il "disordine" con cui le stesse sono state classificate.
2. ↑  I campi della Duat, ovvero l'aldilà egizio, si trovavano, secondo le credenze, proprio sulla riva occidentale del grande fiume.
3. ↑  Nella sua epoca di utilizzo, l'area era nota come "Quella di fronte al suo Signore" (con riferimento alla riva orientale, dove si trovavano le strutture dei Palazzi di residenza dei re e i templi dei principali dei) o, più semplicemente, "Occidente di Tebe".

### Fonti
1. ↑  Donadoni 1999, , p. 115.
2. ↑  Gardiner e Weigall 1913, , p. 12.
3. ↑  Porter e Moss 1927.